# Catalysis Letters
Catalysis Letters (abrégé en Catal. Lett.) est une revue scientifique à comité de lecture. Ce bimensuel publie des articles de recherche sous le format de communications dans le domaine de la catalyse.
D'après le Journal Citation Reports, le facteur d'impact de ce journal était de 2,307 en 2014. Actuellement, les directeurs de publication sont Norbert Kruse (Université libre de Bruxelles, Belgique) et Gabor A. Somorjai (Université de Californie à Berkeley, États-Unis).